# Tony Camargo
Antonio Camargo Carrasco, más conocido como Tony Camargo (Guadalajara, 1 de junio de 1926 - Mérida, 5 de agosto de 2020), fue un cantante mexicano considerado uno de los íconos de la música típica.

## Biografía
Sus padres fueron Manuel Camargo y Guadalupe Carrasco, quienes también fueron cantantes de profesión. 
Tony Camargo ha sido comparado con Beny Moré, el Bárbaro del ritmo, con quien compartió en la orquesta de Chucho Rodríguez, escenarios y grabaciones (como en los boleros Esta noche Corazón y Sin razón ni justicia, donde Camargo ejecuta como voz principal).
Sus comienzos fueron en 1942 y abarcaron programas de radio, televisión, cine, teatro, escenarios de diversa índole, giras nacionales y cientos de grabaciones, a lado de Agustín Lara , María Victoria, Los Diamantes, Los Ases, Los Hermanos Martínez Gil, José Alfredo Jiménez, las orquestas de Dámaso Pérez Prado, Chucho Rodríguez, Luis Carlos Meyer —el introductor de la cumbia colombiana en México— y de Pablo Beltrán Ruiz, compositor de ¿Quién será la que me quiere a mí?.
Camargo grabó en México "El Año viejo", acompañado por la orquesta del maestro Chucho Rodríguez, tema compuesta por el colombiano Crescencio Salcedo, la cual Tony escuchó en Caracas, Venezuela, y que forma parte de su primer long play que data de 1953, ahora considerado entre las piedras angulares de la música tropical mexicana, y que durante muchos años comenzó a popularizar al nivel mundial como Sudamérica entre ellos Ecuador, Colombia, Venezuela, Perú, Chile, Brasil en Centroamérica, México también España, Estados Unidos, Europa y Japón, en distintos idiomas.
También trabajó en varios trabajos discográficos de la Billos Caracas Boys basados en temas relacionados en fin de año.
Falleció el 5 de agosto de 2020 a la edad de 94 años.

## Canciones
Entre sus canciones destacadas están:
- El año viejo (Crescencio Salcedo)
- Hay un hombre aparecido (Víctor Cavalli Cisneros)
- La Engañadora (Enrique Jorrín)
- El negrito del Batey (Medardo Guzmán)
- Bandolera (Víctor Cavalli Cisneros)
- Mi cafetal (Crescencio Salcedo)
- Esta noche Corazón (Chucho Rodríguez)
- Sin razón ni justicia (Chucho Rodríguez)
- La llorona Loca (José Barros)[3]